# Sacramento-San Joaquin River Delta

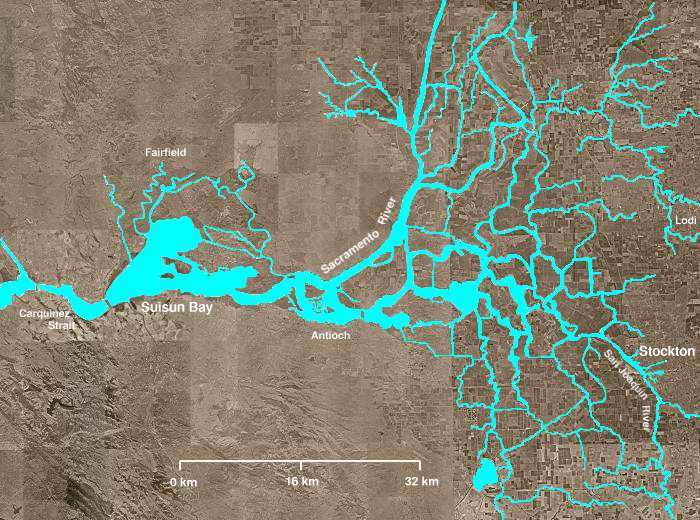
Das Sacramento-San Joaquin River Delta. Der Sacramento River fließt in das Binnendelta von der Nordseite, der San Joaquin River vom Südosten

Das Sacramento-San Joaquin River Delta ist ein großes Binnendelta und Ästuar in Nordkalifornien an der Pazifikküste der Vereinigten Staaten von Amerika.

## Geographie

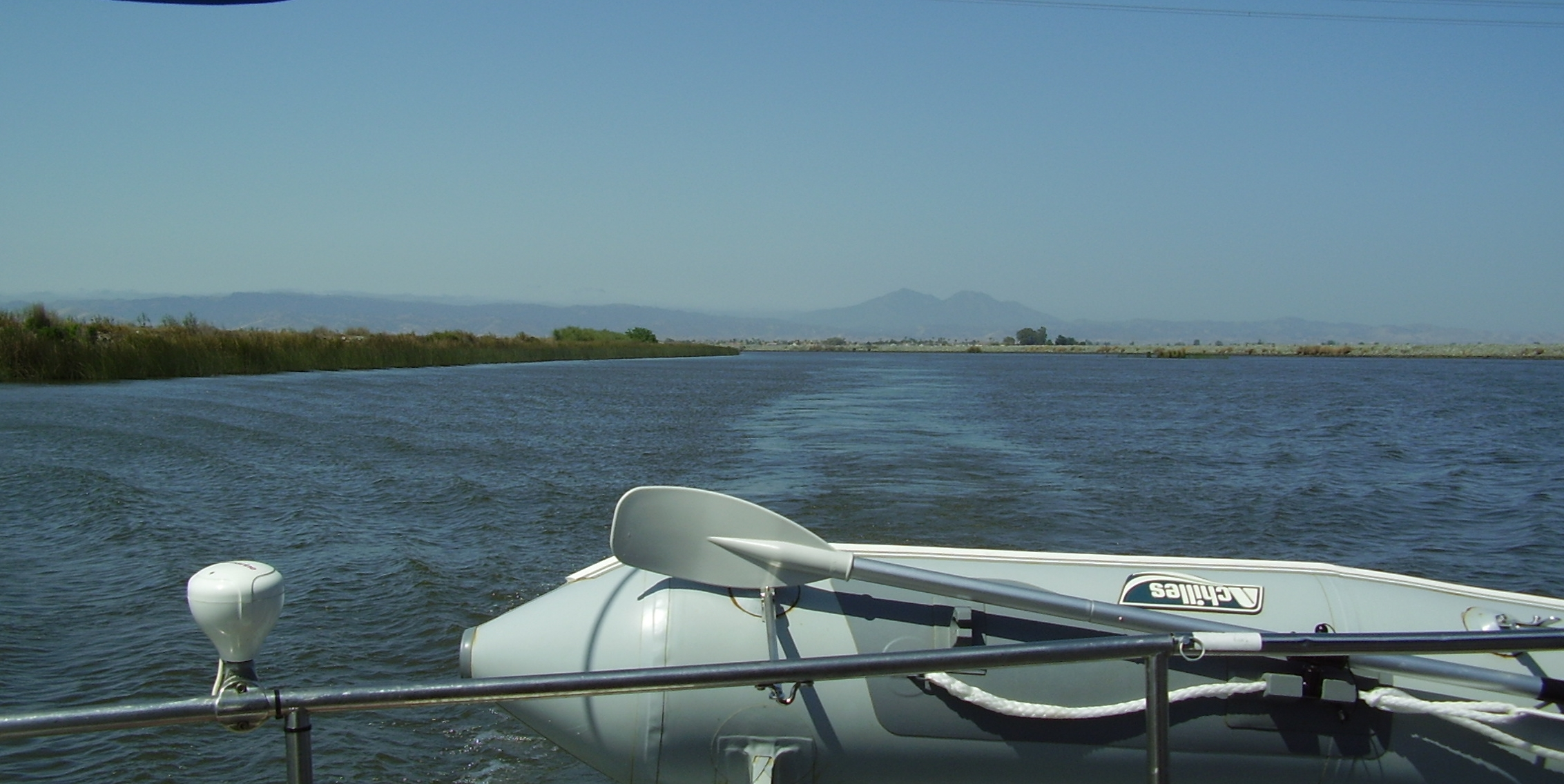
Im Middle River, einem der Mündungsarme des San Joaquin River

Das Delta wird von den Mündungen des Mokelumne River und des Calaveras River in den San Joaquin River sowie desselbigen in den Sacramento River am Westende des Central Valley gebildet. Der einzige Abfluss ist die Carquinez-Straße, die über die Buchten von San Pablo und San Francisco und das Golden Gate in den Pazifik führt.
Das Delta besteht aus zahllosen Kanälen und natürlichen Wasserwegen (Sloughs), welche eine Anzahl von Inseln (manchmal Tract genannt) und Feuchtgebieten bilden. Aufgrund von Bodenerosion liegen die meisten dieser Inseln unter dem Wasserspiegel der umgebenden Kanäle oder Flüsse; ein System von Deichen schützt vor Überflutung.

## Entwicklung
Das Delta ist ein Ästuar mit einem Einzugsgebiet von mehr als 150,000 km². Das Einzugsgebiet reicht vom Südende der Kaskadenkette im Norden Kaliforniens entlang fast der gesamten Westflanke der Sierra Nevada. Über tausende von Jahren überfluteten regelmäßig Hochwasser und Schneeschmelze große Teile des Deltas.
Gegen Ende des Kalifornischen Goldrausches begann man mit Hilfe chinesischer Arbeiter Kanäle zu ziehen und Deiche zu errichten, um Land für die Landwirtschaft zu gewinnen. Diese Kanäle wurden zuerst manuell ausgehoben, erst gegen 1870 wurden auch dampfbetriebene Schwimmbagger (Clamshell Dredgers) eingesetzt, bis gegen Ende 1920 die heutige Form des Deltas erreicht wurde.

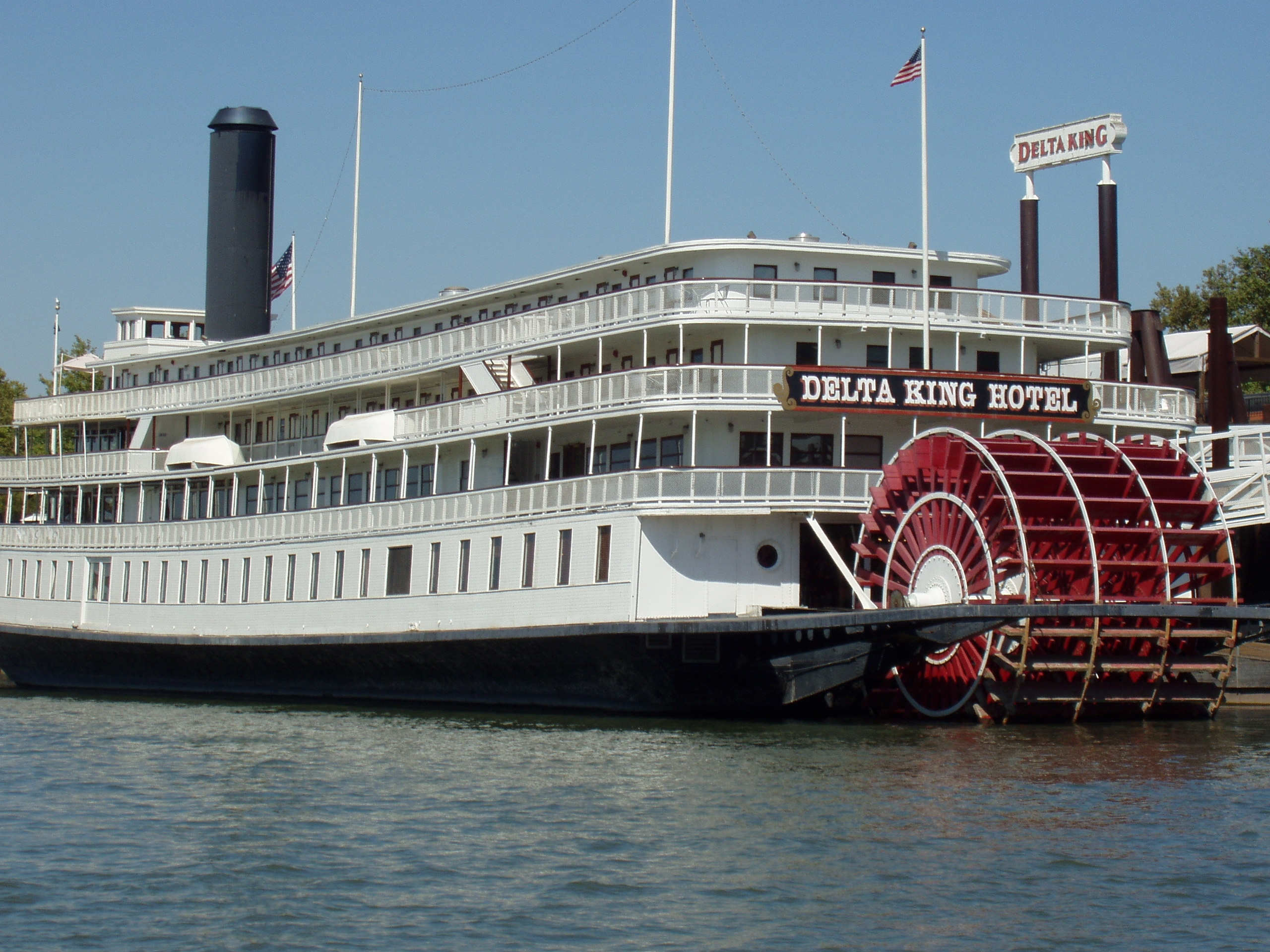
Der Raddampfer Delta King an der Waterfront von Sacramento

Um diese Zeit erreichte auch die Dampfschifffahrt ihren Höhepunkt im Delta und seinen Zuflüssen, und man konnte bequem von San Francisco aus nach Sacramento, Stockton und sogar bis nach Fresno oder Red Bluff reisen. Um diese Zeit waren bis zu 300 Raddampfer im Einsatz, von denen die legendären Schwesterschiffe Delta King und Delta Queen die größten waren. Als jedoch in den 1930er Jahren Brücken wie die Golden Gate Bridge, die Bay Bridge und die Carquinez-Brücke eröffnet wurden und damit den Autoverkehr in Richtung Norden und Westen entscheidend erleichterten, ging die Dampfschifffahrt im Delta rapide zurück, bis sie nach Ausbruch des Zweiten Weltkrieges praktisch ganz eingestellt wurde.
Die auf Grund der Bodenbeschaffenheit und intensiver landwirtschaftlicher Nutzung einsetzende Bodenerosion hat die geschaffenen Inseln stark abgesenkt – teilweise mehr als 6 Meter – so dass ganze Deichstrecken vom Einsturz bedroht sind. Mehrere Deichbrüche waren die Folge (z. B. Franks Tract und Mildred Island), der letzte ereignete sich am 3. Juni 2004 16 km westlich von Stockton, bei dem ein 110 m langes Deichstück einbrach und den Upper Jones Tract – eine 49 km² große Insel – überschwemmte. Nachdem ähnliche Deichbrüche immer wahrscheinlicher wurden, unterzeichnete der kalifornische Gouverneur Arnold Schwarzenegger am 19. Mai 2006 ein Milliardenprogramm zur Reparatur und Modernisierung der Deiche im Delta.

## Nutzung

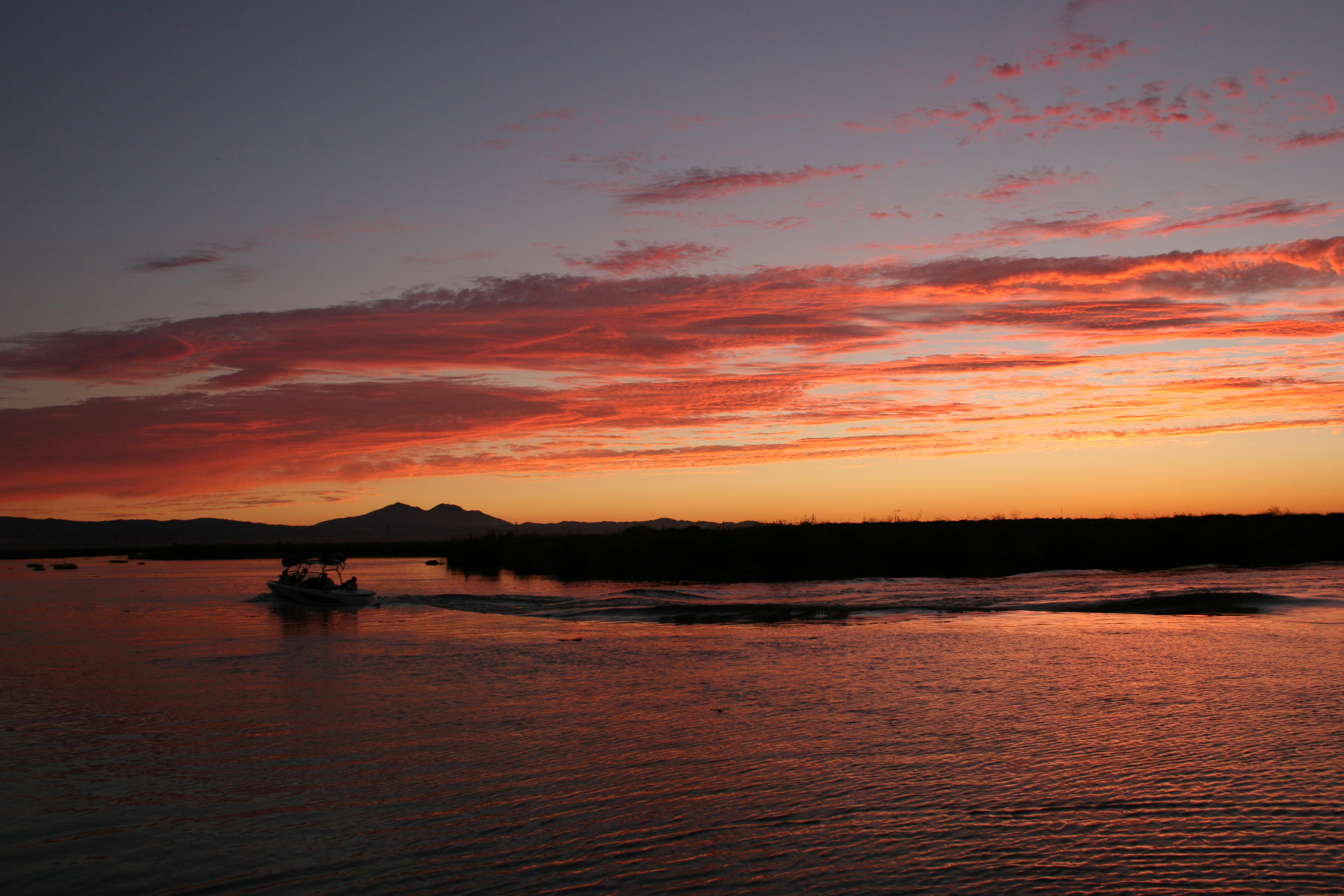
Sonnenuntergang im Old River in der Nähe von Mildred Island, mit Blick auf den Mount Diablo

Auf Grund des milden Klimas, der fruchtbaren Torfböden und der reichen Wasservorkommen wird im Delta eine intensive Landwirtschaft betrieben, die Milliarden von Dollar zum Bruttoinlandsprodukt der kalifornischen Wirtschaft beiträgt. Angebaut werden auch zahlreiche Sonderkulturen wie etwa Südfrüchte, Obst, Spargel und in letzter Zeit auch verstärkt Weinbau. Es sind teilweise mehrere Ernten im Jahr möglich.
Außerdem versorgt das Delta rund 25 Mio. Menschen – etwa zwei Drittel der Bevölkerung von Kalifornien – mit Trinkwasser und einen großen Teil der Landwirtschaft im Süden Kaliforniens mit Bewässerung.
Die Wasserentnahme erfolgt im Süden des Deltas, an der Clifton Court Forebay. Sowohl das California Aqueduct – das große Teile des Central Valley  als auch Los Angeles versorgt – als auch das South Bay Aquädukt – das in das Silicon Valley und die San Francisco Bay Area führt – werden von hier gespeist.
Das Delta mit seinen „Thousand Miles of Waterways“ ist auch ein großes Erholungsgebiet. Warme Sommertage, von der sogenannten Delta Breeze moderiert, ziehen zahlreiche Wasserskier, Wakeboarder und auch Sportboote an. In den kühleren, von Nebel („Tule Fog“) geprägten Wintermonaten sind vor allem Angler und Jäger anzutreffen.